# Édouard Lucas
François Édouard Anatole Lucas (1842-1891) là một nhà toán học người Pháp. Ông là người đã nghiên cứu và đặt tên cho dãy Fibonacci, công trình toán học nổi tiếng nhất của nhà toán học người Ý Fibonacci. Đồng thời ông cũng nghiên cứu dãy số Lucas và các dãy số tương tự về tính chất với dãy số này. Tên của ông đã được đặt cho số Lucas, đó là cách mà người người ta vinh danh nhà toán học người Pháp này.